# Basilique San Giacomo degli Spagnoli
La basilique San Giacomo degli Spagnoli (Saint-Jacques-des-Espagnols) est une église située sur la piazza del Municipio (it) à Naples, en Italie. Elle est dédiée à saint Jacques, évangélisateur des Espagnes.

## Histoire
L'église est construite par l'architecte Ferdinando Manlio en 1540 selon la volonté du vice-roi Pierre Alvarez de Tolède et pour être intégrée à un hospice de soldats espagnols, déjà construit et financé par la noblesse et en particulier par des membres de l'aristocratie espagnole regroupés au sein de la fraternité de Saint-Jacques (Real Hermandad de Nobles Espanioles de Santiago). L'hospice se trouvait à l'emplacement actuel du Banco de Napoli. L'ensemble prit le nom plus tard de Santa Casa e Chiesa di San Giacomo e Vittoria, auxquelles est associée ensuite une banque Saint-Jacques (Banco di San Giacomo), sorte de Mont de Piété de l'époque. L'église est réaménagée après 1741, avec un décor de pilastres de piperno noir. Joachim Murat fait cesser l'activité hospitalière et bancaire en 1809, la banque est intégrée à la banque des Deux-Siciles (devenue plus tard Banco di Napoli), l'hôpital fermé.
Son ensemble architectural a été intégré en 1812 au palais San Giacomo par le roi Ferdinand Ier quand il construisit les ministères pour son gouvernement à côté de la forteresse du Castel Nuovo et il ne reste donc plus rien de la façade originale. L'église a été élevée au rang de basilique mineure par saint Pie X le 26 avril 1911. Elle souffre des bombardements américains de l'été 1943.

## Description
Pour accéder à l'église, il faut traverser le vestibule d'entrée du palais San Giacomo.
L'église au plan de croix latine est constituée de trois nefs dont la nef centrale est couverte d'une très haute voûte avec des lunettes recouvertes de fresques. Une haute coupole surmonte le passage du transept à l'abside. On remarque derrière l'abside l'imposant monument funéraire de marbre (1570) de Pierre de Tolède réalisé par Giovanni da Nola qui y travailla pendant près de vingt ans avec Annibale Caccavello et Giovanni Domenico d'Auria (it). Les Vertus s'appuient sur un sarcophage sur lequel se trouvent agenouillées les statues du vice-roi et de son épouse. Les côtés sont recouverts de bas-reliefs à la gloire du gouvernement espagnol.
La basilique abrite d'autres monuments funéraires du XVIe siècle de dignitaires espagnols, comme ceux de Ferdinand de Majorque et de son épouse (de Michelangelo Naccherino), de Federico Vries (par Domenico Caccavello).
Le maître-autel est surplombé par des grandes orgues du XVIIIe siècle.
La seconde chapelle à gauche abrite une remarquable Crucifixion de Marco Pino, la troisième une Déposition de Giovan Bernardo Lama (1588); à droite de la nef, on distingue des tableaux figurant La Vierge et saint Antoine et saint François, également de Marco Pino, ainsi qu'un tableau de La Vierge à l'Enfant entourée d'anges avec à ses pieds saint Jérôme devant sa grotte de Giovanni de Mio.

## Monuments funéraires

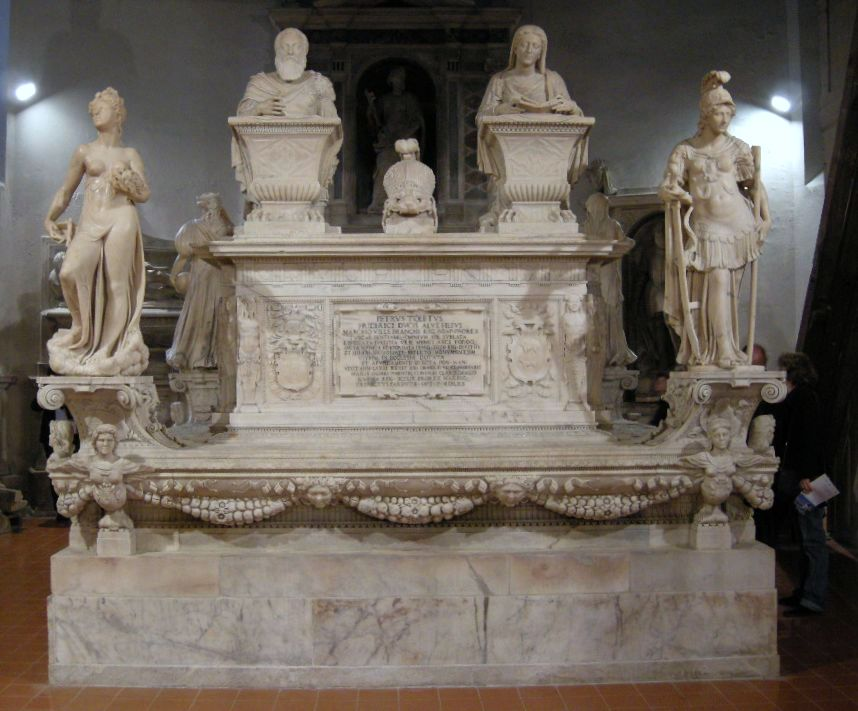
Monument funéraire de Pierre de Tolède et de sa femme
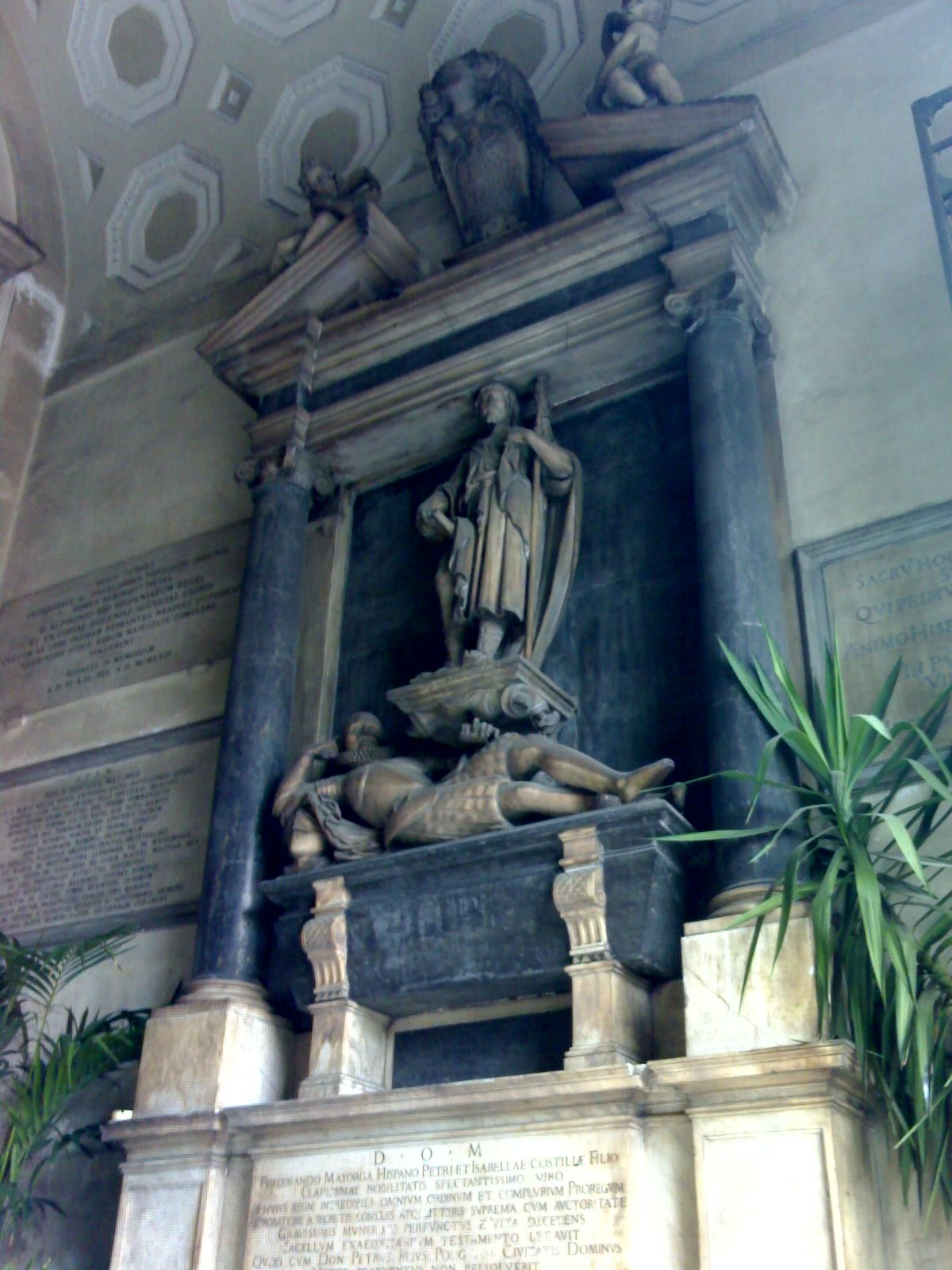
Monument funéraire de Ferdinand de Majorque, près de l'entrée
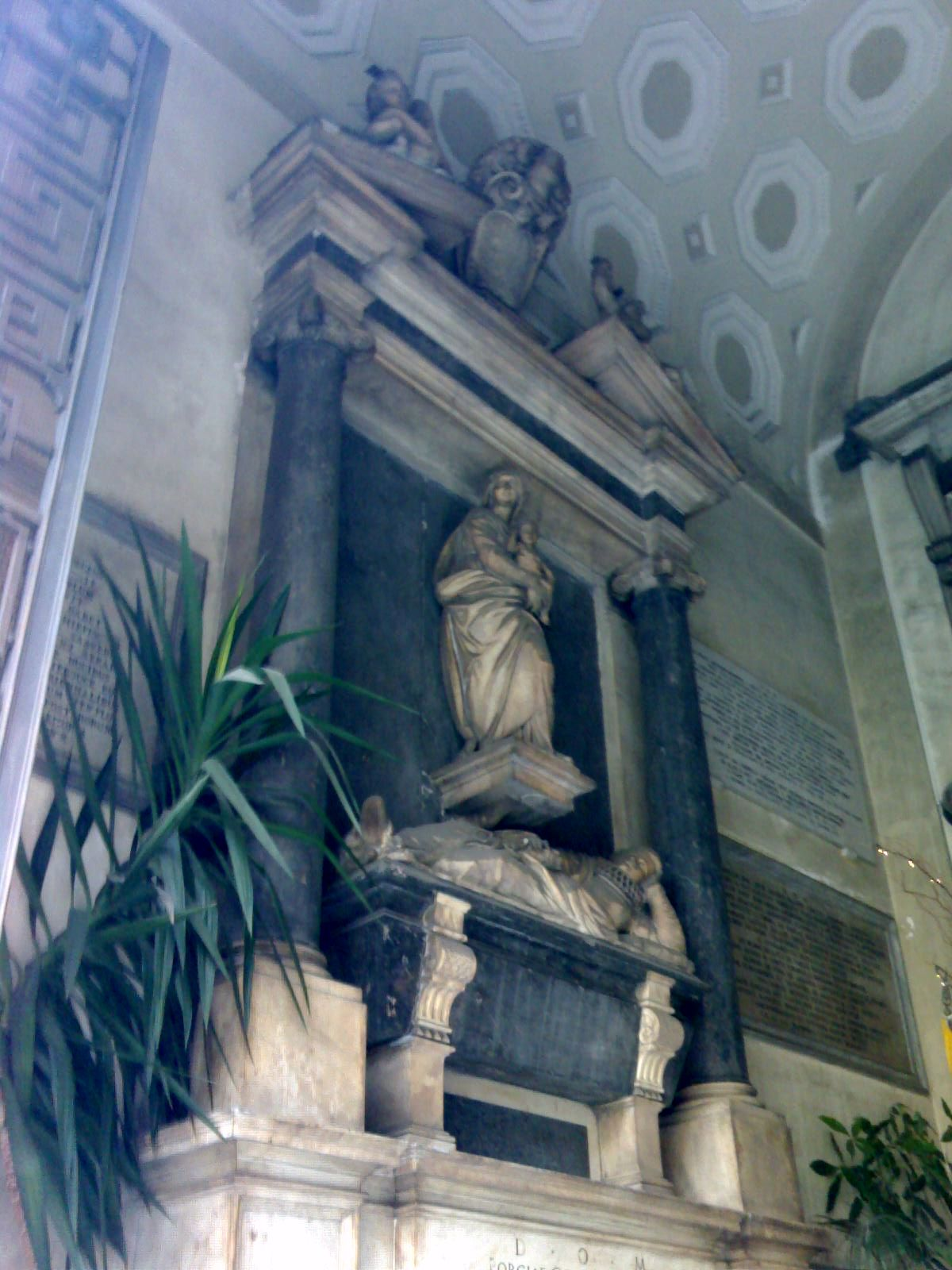
Monument funéraire de Porzia Coniglia (épouse de Ferdinand de Majorque)
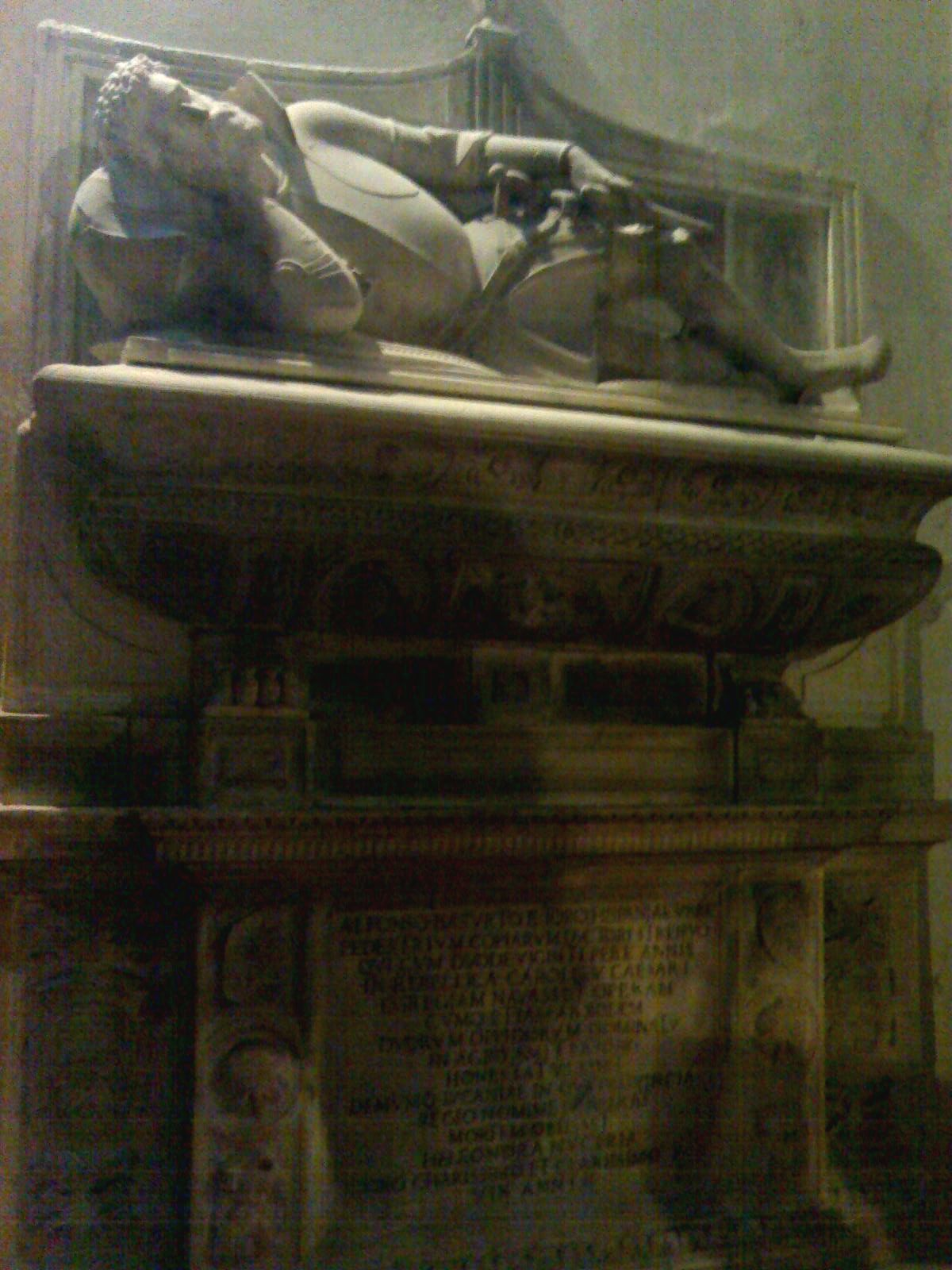
Monument funéraire d'Alfonso Basurto (œuvre de d'Auria)

## Aujourd'hui
Le palais abrite désormais l'hôtel de ville de Naples. L'église a été fermée à la visite pendant plusieurs décennies à cause de son état pitoyable et du manque de moyens financiers. Elle est ouverte sporadiquement à la visite depuis 2014, après quelques travaux.

## Source
- (en) Cet article est partiellement ou en totalité issu de l’article de Wikipédia en anglais intitulé « San Giacomo degli Spagnoli, Naples » (voir la liste des auteurs).